# العلاج النفسي المستند إلى التعلق
العلاج النفسي المستند إلى التعلق (بالإنجليزية: Attachment-based psychotherapy)‏ هو علاج نفسي تحليلي يُستوحى من نظرية التعلق.
وكفرع عن علم النفس العلائقي، يجمع العلاج النفسي المستند على التعلق بين الأنواع الوبائية لنظرية التعلق (تتضمن تحديد أنماط التعلق مثل آمن، ومتوتر، متأرجح، وغير منتظم/محيّر) مع تحليل وفهم طريقة تمثيل العلاقات المختلة ضمن العالم الداخلي للبشر وإعادة تمثيلها فيما بعد في حياتهم كبالغين. يمكن أن يساعد العلاج النفسي –أو العلاج الحواري- في تخفيف المشاعر المختلة الحاصلة بسبب اضطرابات التعلق، مثل الغيرة، والغضب، والنبذ، والفقدان، ومشكلات الارتباط والتي تحدث بسبب الافتقار إلى التفاعل مع أحد الوالدين أو خسارة شخص نحبه. يمكن لبعض الأحداث مثل العنف المنزلي أو الافتقار إلى شخصية الأب أن تتسبب بهذه المشاعر المختلة. وقد يكون لهذه المشاكل تأثيرات على الطفل عند بلوغه، من خلال عجزه عن تكوين علاقات صحية والاستمرار بها أو تشكيل اعتقادات زائفة لديه يتعرض نتيجتها للهجر. يساعد اللجوء إلى العلاج النفسي في تعديل المشاعر المختلة من أجل إعطاء المريض فهمًا صحيًا للتجارب المؤلمة التي مرّ بها. ويكون من الضروري على المعالجين النفسيين المتعاملين مع اضطربات التعلق تكوين علاقة شخصية مع المريض بغرض مساعدته في تكوين علاقات حميمية في حياته الطبيعية. يتوجب على العلاج النفسي الفعال للمرضى عند التعامل مع اضطرابات التعلق أن يكون داعمًا وأن يتكون من اتصال فعال بين المريض والمعالج.

## العلاج
يطبق المعالجون العلاج النفسي على المرضى المصابين باضطرابات التعلق من خلال اللجوء إلى استماع تجارب المريض المتسببة له بصعوبات في تكوين علاقات عاطفية والتأمل فيها. يهدف المعالج إلى إقناع المريض بفتح قلبه له فيستطيع المريض عندها اكتشاف التجارب التي تتسبب بخلق العلاقات المختلة ومن أجل إعادة تكوين التجربة من وجهة نظر المعالج بغرض حل أي عراقيل عاطفية أو اجتماعية. وتُعرّف هذه العملية تبعًا لدان هيوز بـ«انسجام، وتعطيل، وإصلاح». الجزء الأول من العلاج، هو الانسجام، يتكون من تشكيل علاقة شخصية بين المعالج والمريض، والتي تكون بمثابة أول خطوة للمريض نحو تكوين علاقات صحية. يعيش مرضى التعلق حياة مجهدة مع علاقات عاطفية قصيرة جدًا مع الناس، وبهذا تكون وظيفة المعالج تكوين بيئة آمنة، ومتسامحة، وحنونة، وغير انتقادية، وموثوقة حيث يستطيع المريض الارتياح عند مشاركته معظم تجاربه المؤلمة.
عندما تتشكل بين المريض والمعالج علاقة جديرة بالثقة وموثوقة يقوم المعالج باستجواب المريض عن التجارب المؤلمة التي تعرض لها في طفولته وارتباطها مع أي عراقيل في حياته الحالية. يعير المعالج انتباهًا خاصًا لعلاقة المريض مع والديه وذلك لأن الافتقار الباكر إلى تفاعل أحد الوالدين في فترة نمو الطفل قد يؤدي إلى علاقات مختلة لاحقًا في حياته. وقد يطلب المعالج أيضًا من أحد الوالدين حضور جلسات المعالجة من أجل تصحيح أي إشكاليات في علاقتهم. سيطلب المعالج من الوالد الحضور إذا كان يريد مساعدة الطفل والوالد في إصلاح علاقتهم. سيقوم المعالج بتسهيل تواصلهم وجعلهم يتشاركون بطريقة «وجدانية/انعكاسية». وقد يساعد أيضًا وجود الوالد في الغرفة -كما في العلاج الجماعي- في مواجهة المريض لأصل مشاكله، إذ يعتقد معظم الأخصائيين النفسيين أنها تنبع من الوالدين. وبهذا الأسلوب سيأخذ الوالد أو مقدم الرعاية على عاتقه دور المعالج من أجل حل المشكلة التي تؤثر بدورها على حياته مباشرةً. يدعى هذا الجزء من العلاج بالتمزيقي لأنه يجعل المرضى يتكلمون عن تجاربهم المؤلمة وعلاقاتهم مع والديهم بشكل متعمق، فيدفعهم المعالج بهذه الطريقة إلى إعادة تجربة الصدمة. ويكون لمواجهة المرضى صدماتهم تأثيرًا في دفعهم ليتقبلوا اعتدادهم بنفسهم ويتفهموا سبب مشكلتهم في تكوين علاقات صحية مع الناس. وبمجرد مشاركة المريض تجاربه يُتوقع من المعالج أن يكون مستمعًا مهتمًا ويعبر عن تعاطفه وقبوله للمريض.  يُنشئ المعالج علاقة أعمق مع المريض من خلال التعامل مع مشاكل المريض كما لو أنها مشاكله الخاصة  ويطرح تفسيراته عن الأحداث بالتوازي مع فهم المريض ومناقشته. وقد يقلد المعالج مشاعر المريض من أجل إظهار فهمه للمريض وتشجيعه على الاستمرار بالمشاركة.
بعد مشاركة المريض الأحداث المؤلمة في حياته واستيعابها من قبل المعالج كما لو أنها مرت معه، يبدأ حينها المعالج بإصلاح المريض. تهدف مرحلة العلاج الإصلاحية إلى تغيير ردود الفعل الحالية للأحداث المتسببة لهم بالشدة الشعورية من خلال مشاركة تفسيراتهم للحادثة. فمن خلال مشاركة تفسيراتهم الشخصية يأملون بتكوين واقع جديد للأحداث المؤلمة للمريض من أجل التخلص من المشاعر غير المرغوبة.